# Exsilirarcha graminea
Exsilirarcha graminea là một loài bướm đêm trong họ Crambidae.